# 无线供电

无线供电的方法与类型

无线供电，无线能量传输或稱无线电力传输是一种不经由电导体将电力能量从发电装置或供电端转送到电力接收装置的技术。无线能量传送是一个通称，当中可使用多种不同技术达成，包括电场、磁场及电磁波。发射器把电能转换成相对应场的能量状态，传输经过一空间后由一个或多个接收器接收并转换回为电能。
无线能量传输技术分为两种类别：非辐射与辐射。非辐射技术在线圈之间以电感耦合，能量透過磁场传送。应用例子有电动牙刷充电、RFID及智能卡、心律调节器、电动车充电器、JR磁浮的车上供电。现在发展焦点是为移动电话等无线充电技术。辐射技术则以微波、激光等定向能波束把能量傳送，这种技术可以传送致较远距离，但发射一方必须瞄准接收一方发射。使用辐射技术的无线能量传输仍处于实验阶段，提议使用的用途有太阳能发电卫星及无人飞行载具。
技术上，无线输电技术与无线电通讯中所用发射与接收技术并无本质区别。但是前者着眼于传输能量，而非附载于能量之上的信息。无线输电技术的最大困难在于无线电波的弥散与不期望的吸收与衰减。对于无线电通讯，无线电波的弥散问题甚至不一定是件坏事，但是却可能给无线输电带来严重的传输效率问题。一个办法是使用微波甚至激光传输，理论上，无线电波波长越短，其定向性越好，弥散越小。亦有人担心此项技术可能给人带来的健康风险，虽然尚无太多证据证实或者否定这种风险，有實驗將幾代動物暴露於微波及比之更強的輻射環境，並未發現對健康造成任何影響。
美国无线电力公司WiTricity在2009年的全球科技、娱乐及设计大会（TED Global）上，成功利用线圈共振原理实现无线输电，为两台手机隔空充电，并开启了一台没有接电线的电视机。
2010年1月，海尔在第四十三届国际消费类电子产品展览会(CES展)上推出全球首台"无尾电视"，其中使用了麻省理工学院发明的无线输电技术，利用“谐振感应耦合(磁耦合谐振)”原理实现无线供电。

## 资料来源
1. ↑   (PDF).   [2017-03-20]. （原始内容存档 (PDF)于2016-03-05）.
2. ↑  Bush, Stephen F. . John Wiley & Sons. 2014: 118  [2016-04-09]. ISBN 1118820231. （原始内容存档于2019-03-30） （英语）.
3. ↑  . Encyclopedia of terms. PC Magazine Ziff-Davis. 2014  [December 15, 2014]. （原始内容存档于2019-03-30）.
4. ↑  .   [2016-04-09]. （原始内容存档于2015-06-01）.
5. ↑  .   [2009-07-27]. （原始内容存档于2017-05-01）.
6. ↑  . Permanent.com.   [2012-10-02]. （原始内容存档于2012-02-23）.
7. ↑  .   [2009-07-27]. （原始内容存档于2016-10-16）.
8. ↑  .   [2010-01-09]. （原始内容存档于2017-02-23）.

## 參看
- 無線充電
- WiTricity
- 太空電梯
- 太阳能发电卫星
- 諧振感應耦合
- 短路電感
- 耦合系数
- 漏磁變壓器
- 諧振變壓器
- 特斯拉線圈

## 外部連結
- Howstuffworks "How Wireless Power Works"（页面存档备份，存于） – describes near-range and mid-range wireless power transmission using induction and radiation techniques.
- Microwave Power Transmission, – its history before 1980.
- The Stationary High Altitude Relay Platform (SHARP)（页面存档备份，存于）, – microwave beam powered.
- Marin Soljačić's MIT WiTricity（页面存档备份，存于） – wireless power transmission pages.
- Anticipating MIT WiTricity （页面存档备份，存于） – The resonant magnetic induction method was demonstrated in 1894.
- 展會報告【Exhibition Report】 Techno Frontier 2017 - New Energy新聞
總結：在歐姆龍展位展示的“第二共振”技術，即使線圈軸線偏移了10厘米，也保持了90％左右的效率。關鍵是僅在次級側構建諧振電路。如果構造在初級側和次級側，傳送距離變長，但是如果線圈的軸線移動，則效率極低。